# Boross Géza (festő)
Boross Géza, Boros (Rákospalota, 1908. április 30. – Budapest, 1971. június 10.) festőművész, főiskolai tanár.

## Életútja
Boros Sándor asztalos és Székely Berta fiaként született. 1926 és 1930 között a Magyar Képzőművészeti Főiskolán tanult, ahol mestere Rudnay Gyula volt. Később az ő tanársegédjeként dolgozott 1930 és 1933 között. 1933-tól 1936-ig a szeghalmi reálgimnáziumban tanított rajzot, majd 1936-tól a nyíregyházi református tanítóképző tanára volt. Hatással voltak rá Tildy Zoltán, az akkori szeghalmi lelkész, és apósa, Kiss Lajos néprajztudós is. Részt vett a nyíregyházi Benczúr Kör és a Bessenyei Kör munkájában. 1947-ben a Bessenyei György Népfőiskola tanára volt, majd 1948-tól a Budapesti Műszaki Egyetem rajztanszékén működött mint adjunktus, később pedig docens.
1935. június 17-én Gyulán feleségül vette Tóth Esztert.

## Kiállításai

### Egyéni kiállítások
- 1936, 1939 • Déri Múzeum, Debrecen
- 1944 • Tamás Galéria 51. kiállítása [Andrássy Kurtával]
- 1947 • Régi Műcsarnok, Budapest
- 1953 • Fényes Adolf Terem, Budapest (kat.)
- 1958 • Déri Múzeum [Buza Barnával], Debrecen
- 1955, 1964, 1969 • Csók Galéria, Budapest (kat.)
- 1959 • Ernst Múzeum, Budapest
- 1964 • Móra Ferenc Múzeum, Szeged
- 1970 • Gimnázium, Kisvárda (kat.)
- 1971, 1986 • Jósa András Múzeum, Nyíregyháza
- 1975 • Magyar Nemzeti Galéria, Budapest • Tornyai Múzeum, Hódmezővásárhely (emlékkiállítás kat.).

### Válogatott csoportos kiállítások
- 1947 • Művészek Szabadszervezete I. kiállítás
- 1950 • 1. Magyar Képzőművészeti kiállítás, Műcsarnok, Budapest
- 1952 • Arckép kiállítás, Ernst Múzeum, Budapest
- 1960, 1962 • 8., 9. Magyar Képzőművészeti kiállítás, Műcsarnok, Budapest
- 1969 • Magyar művészet 1945-1969, Műcsarnok, Budapest
- 1971 • Új művek, Magyar Nemzeti Galéria, Budapest
- 1978 • Alföldi tájak és emberek, Potsdam (Német Demokratikus Köztársaság)
- 1984 • Öt alföldi festő, Rashid G., Bagdad.

## Művei közgyűjteményekben
- Déri Múzeum, Debrecen
- Jósa András Múzeum, Nyíregyháza
- Magyar Nemzeti Galéria, Budapest.